# Грудень 2011
Гру́день 2011 — дванадцятий, останній місяць 2011 року, що розпочався в четвер 1 грудня та закінчився в суботу 31 грудня.

## Події
- 2 грудня
  - У Києві відбулося жеребкування Євро-2012.[1][2]
- 4 грудня
  - У Росії відбулися Вибори до Державної Думи, на яких перемогла провладна партія «Єдина Росія».[3]
- 5 грудня
  - У Ємені створено військову раду.[4]
- 6 грудня
  - Емір Кувейту розпустив парламент країни.[5]
- 9 грудня
  - Вибух у будівлі римської податкової інспекції. Одна людина отримала поранення.[6]

- 10 грудня

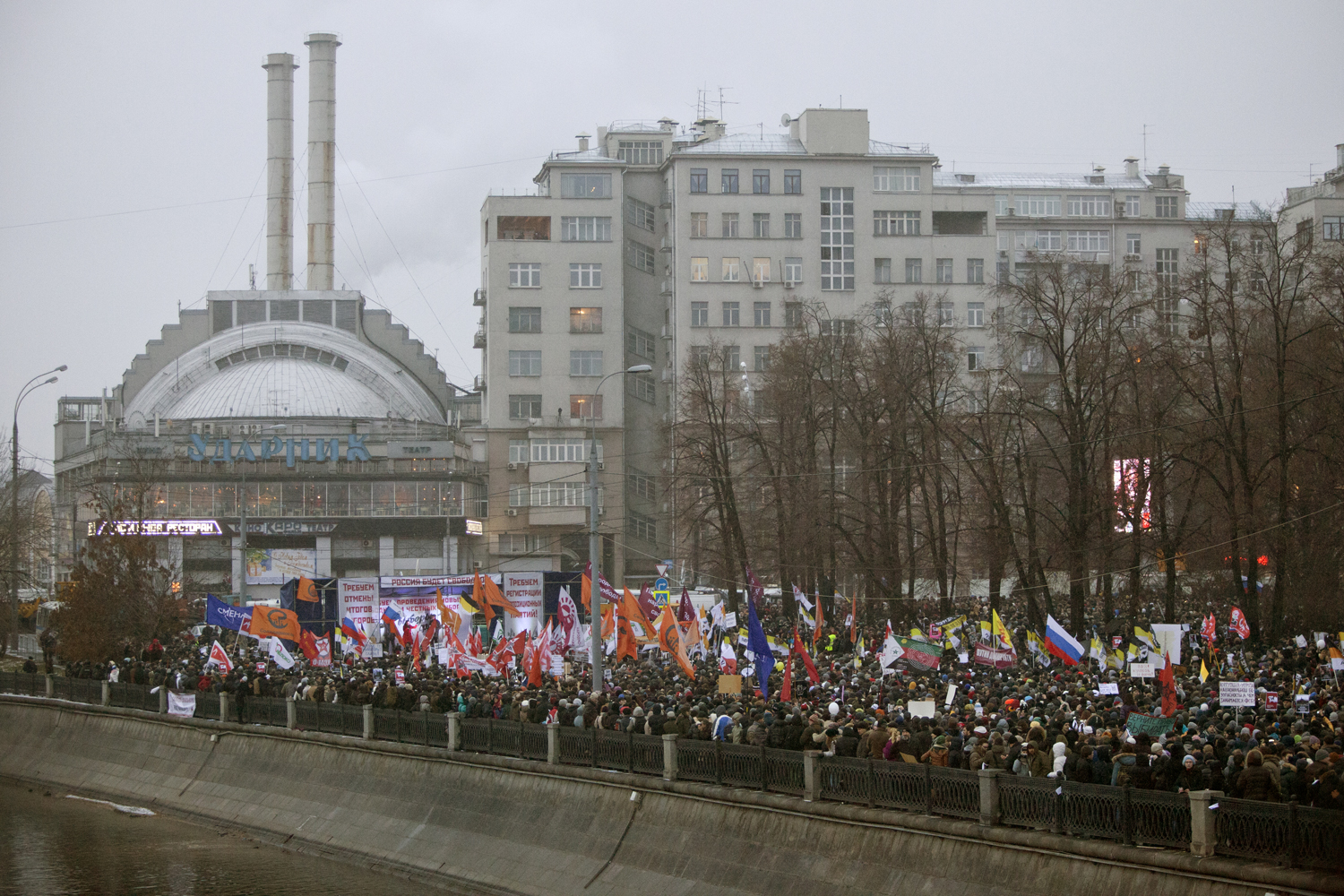
Мітинг на Болотній площі.

  - На конференції ООН з питань зміни клімату в Дурбані (ПАР) підписано угоду про продовження строків дії Кіотського протоколу.[7]
  - У десятках великих російських міст відбулися мітинги протесту проти нечесних виборів, наймасштабніший із яких — на Болотній площі у Москві.[8]
  - У Ємені приведено до присяги уряд національної єдності, очолюваний лідерами опозиції.[9]
- 11 грудня
  - У Придністров'ї відбулися президентські вибори, внаслідок яких, за попередніми даними, лідирує не чинний президент Ігор Смирнов, а його суперник Євген Шевчук.[10][11]

- 12 грудня

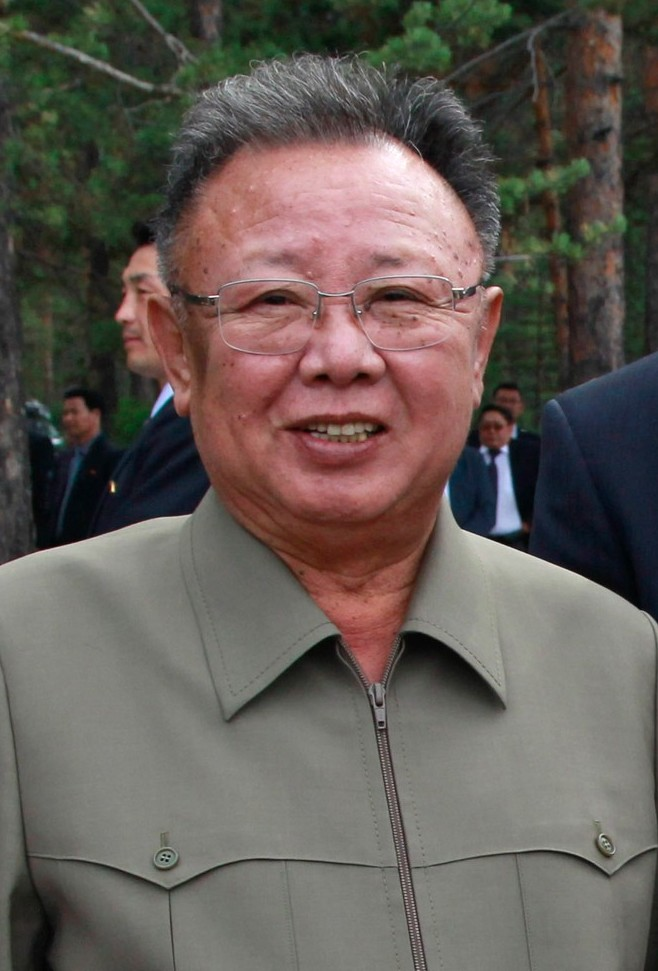
Кім Чен Ір

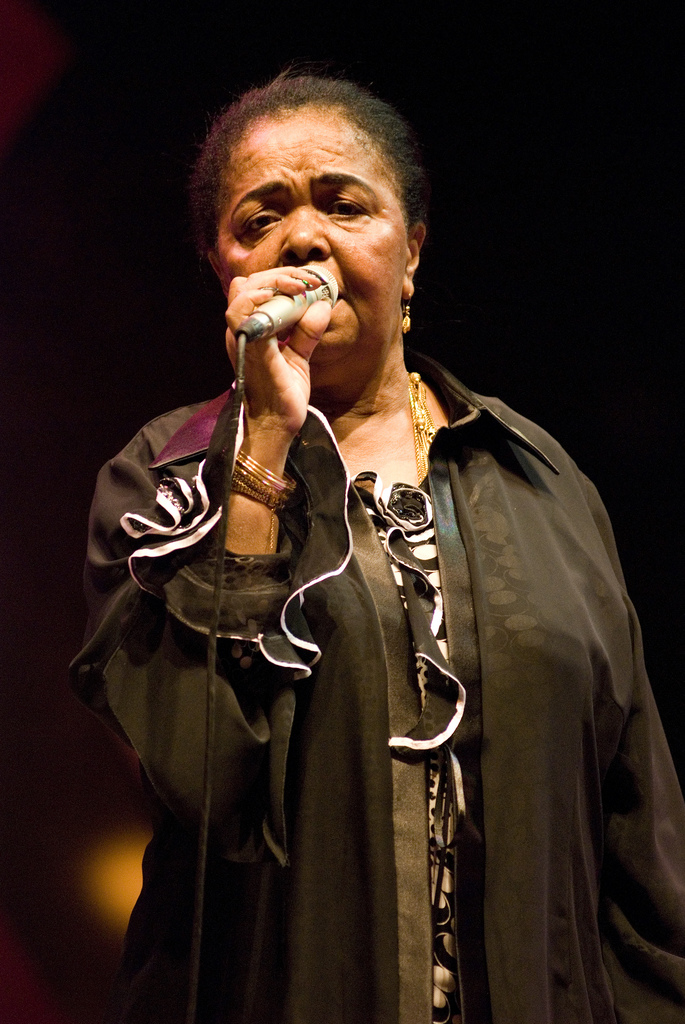
Сезарія Евора

  - Канада оголосила про вихід з Кіотського протоколу.[12]
  - Лікар і правозахисник Монсеф Марзукі (фото) обраний першим президентом Тунісу після революції.[13]
  - Жовтневий райсуд Запоріжжя за пошкодження пам'ятника Сталіну присудив дев'яти «тризубівцям» тюремні терміни до 3 років.[14]
- 15 грудня
  - Суд Парижа присудив колишньому президенту Франції Жакові Шираку за корупцію два роки тюрми умовно (вирок було пом'якшено з огляду на поважний вік та поганий стан здоров'я Ширака).[15]

- 16 грудня

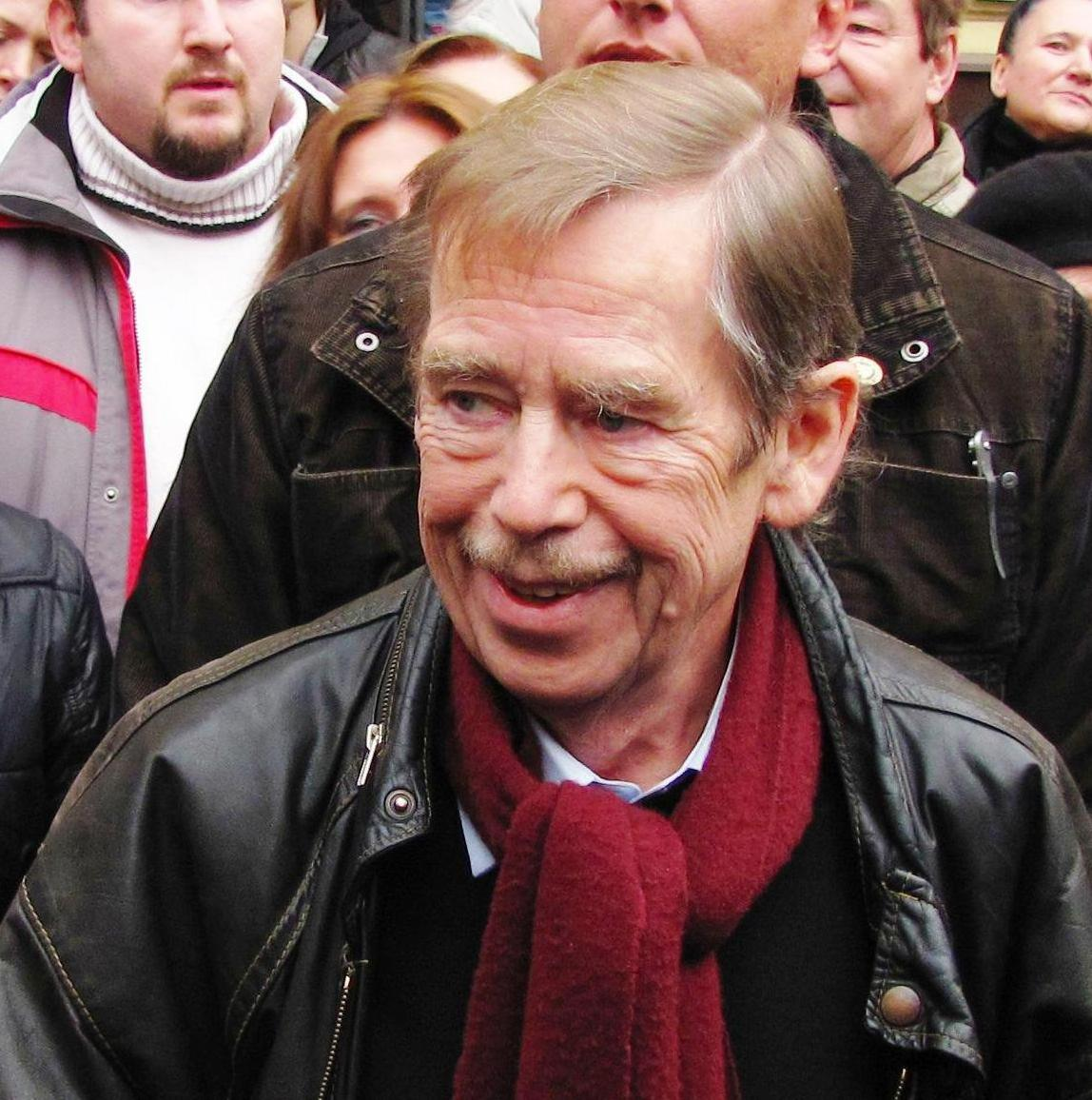
Вацлав Гавел

  - У казахстанському місті Жанаозені святкування річниці незалежності переросло в сутичку з поліцією. Загинуло щонайменше 10 осіб. Протестувальники спалили будівлю мерії.[16] В місті було введено надзвичайний стан.[17]
- 17 грудня
  - На 70-му році життя помер Кім Чен Ір, голова Корейської Народно-Демократичної Республіки.[18]
  - Померла Сезарія Евора, кабовердійська співачка.[19]
- 18 грудня
  - В Охотському морі перевернулася бурова платформа Кольська, на якій знаходилося 76 людей.[20]
  - Помер Вацлав Гавел, Президент Чехословаччини та Чехії, дисидент, драматург.[21]
- 21 грудня
  - Міжнародний трибунал ООН щодо Руанди одноголосно засудив до довічного ув'язнення двох колишніх чільників владної партії MRND за організацію у 1994 році геноциду народності тутсі.[22]
  - Помер український і радянський воротар «Динамо» та збірної СРСР 60-70-х років минулого століття, дитячий тренер Євген Васильович Рудаков.[23]
- 24 грудня
  - У містах РФ пройшли чергові масові акції протесту проти фальсифікації виборів до Державної думи. За словами організаторів у ньому взяли участь понад 100 тисяч людей.[24]
- 25 грудня
  - На Президентських виборах у Придністровській Молдавській Республіці з великим відривом переміг Євген Шевчук.[25]
- 26 грудня
  - На переговорах у Пекіні прем'єр-міністри Китаю Вень Цзябао та Японії Йосіхіко Нода домовилися відмовитися від долара при взаєморозрахунках і перейти на єну та юань.[26]
- 27 грудня
  - У Києві відкрито 50-у станцію метро — «Виставковий центр».[27]
  - Землетрус у Тиві.
- 29 грудня
  - Під час пограбування відділення «ПриватБанку» в центрі Донецька вбито п'ятьох працівників банку.[28]
- 30 грудня
  - Євген Шевчук вступив на посаду президента Придністров'я.
  - Президент України Віктор Янукович переніс День Свободи з 22 листопада на 22 січня, об'єднавши із Днем соборності в День Соборності та Свободи України.[29]
- 31 грудня
  - Поблизу села Перового у Криму завершено будівництво найбільшої сонячної електростанції у світі[30]. Ця подія у ВікіНовинах.